# Łużycka Szkoła Wyższa im. Jana Benedykta Solfy z siedzibą w Żarach
Łużycka Szkoła Wyższa im. Jana Benedykta Solfy z siedzibą w Żarach – niepubliczna uczelnia, która rozpoczęła swoją działalność 2 marca 2004 roku pod nazwą Łużycka Wyższa Szkoła Humanistyczna im. Jana Benedykta Solfy z siedzibą w Żarach. 23 stycznia 2017 uczelnia decyzją Ministra Nauki i Szkolnictwa Wyższego zmieniła nazwę na Łużycka Szkoła Wyższa im. Jana Benedykta Solfy z siedzibą w Żarach, w związku z poszerzeniem zakresu kształcenia wykraczającym poza profil określony w dotychczasowej nazwie szkoły i planami uzupełnienia kształcenia o kolejne kierunki studiów.

## Charakterystyka
Uzyskała pozwolenie na działalność w grudniu 2003, a z początkiem marca 2004 roku na mocy decyzji Ministra Edukacji Narodowej i Sportu została wpisana do rejestru niepaństwowych uczelni zawodowych. Nie czekając na inaugurację roku akademickiego 2004/2005 w październiku bieżącego roku kalendarzowego, już w semestrze letnim roku akademickiego 2003/2004 rozpoczęła kształcenie na studiach niestacjonarnych i studiach podyplomowych.
Zatrudnia grono profesorów, doktorów habilitowanych i doktorów (w dużej części związanych z bliskimi dla uczelni ośrodkami naukowo-badawczymi z Poznania, Wrocławia i Zielonej Góry).

## Władze
- Rektor – dr Roman Maciej Józefiak
- Kanclerz – mgr Agnieszka Maj
- Dziekan Wydziału Studiów Społeczno-Ekonomicznych – dr Tadeusz Kowalski

## Kierunki
Podstawową jednostką organizacyjną uczelni jest Wydział Studiów Społeczno-Ekonomicznych, na którym można kształcić się na następujących kierunkach:

### Studia pierwszego stopnia
- Pedagogika
- Bezpieczeństwo narodowe
- Logistyka

### Studia drugiego stopnia
- Pedagogika
- Bezpieczeństwo narodowe

Dodatkowo uczelnia kształci na kilku kierunkach studiach podyplomowych.